# ویکتور واسنتسوف
ویکتور واسنتسوف (به روسی: Ви́ктор Васнецо́в) (زاده ۱۵ مه ۱۸۴۸ - درگذشته ۲۳ ژوئیه ۱۹۲۶) نقاش اهل کشور روسیه بوده‌است.
وی در سبک نمادگرایی و واقع‌گرایی آثار متعددی از خود به جای گذاشته‌است.

## آثار

### نقاشی

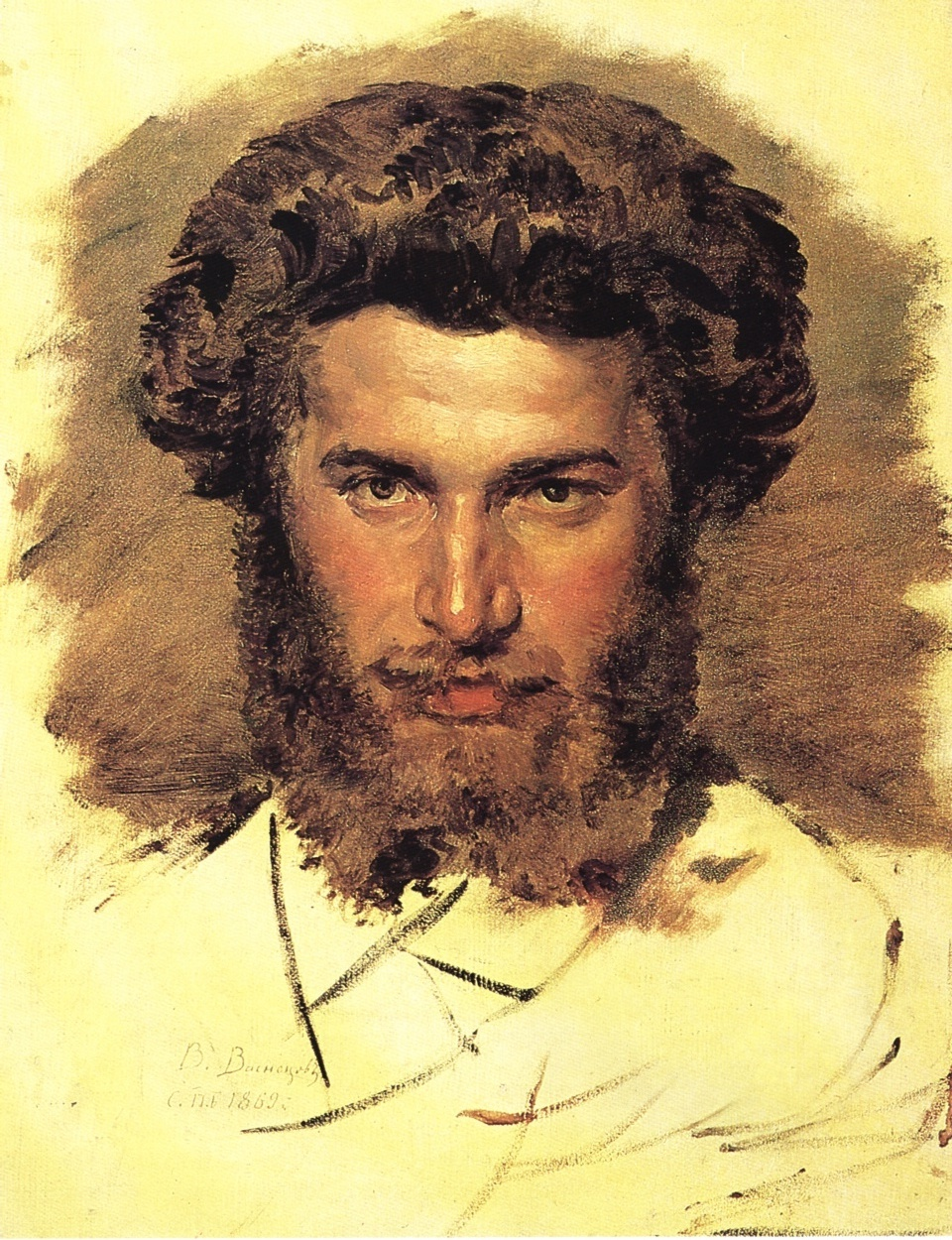
۱۸۶۹
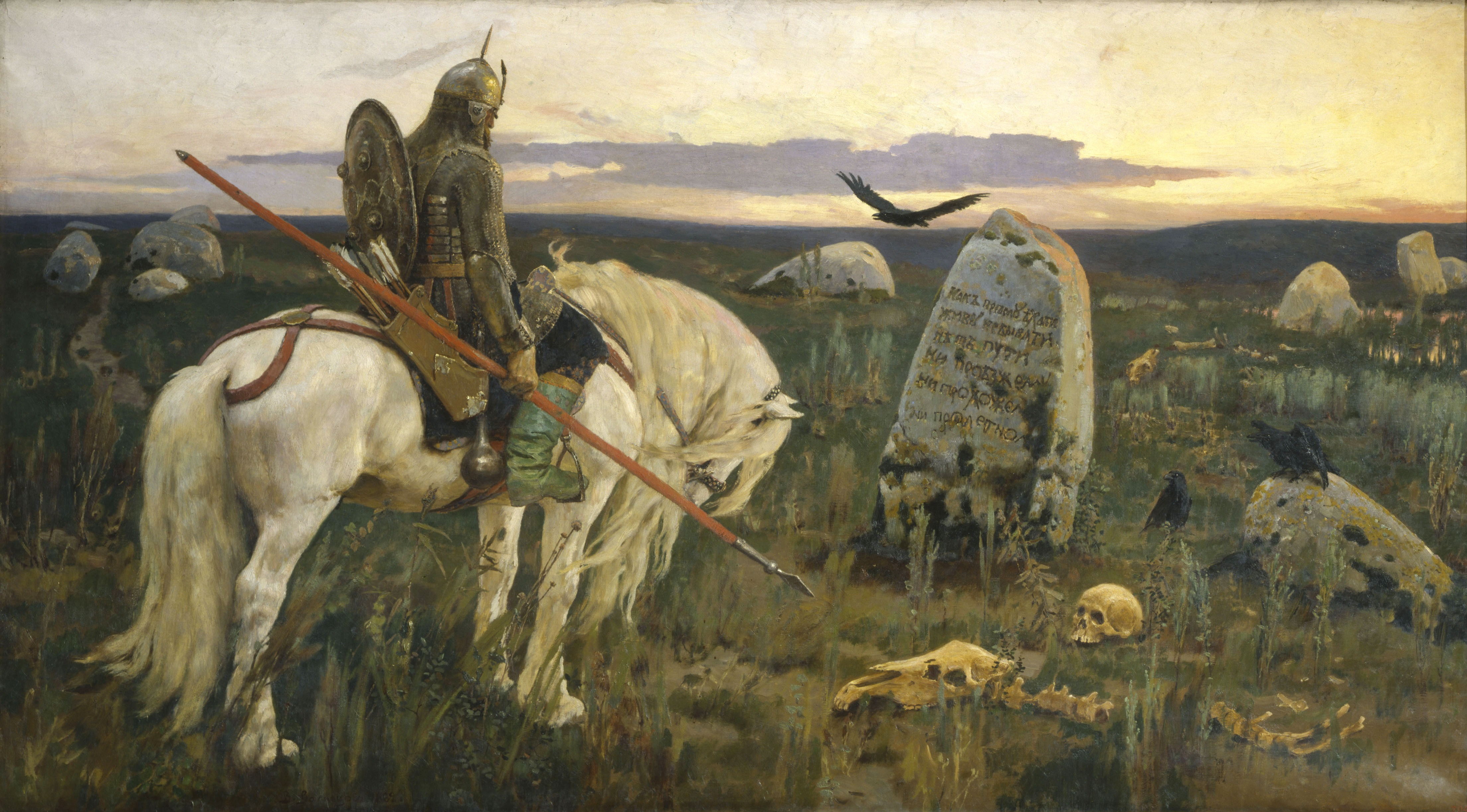
۱۸۷۸
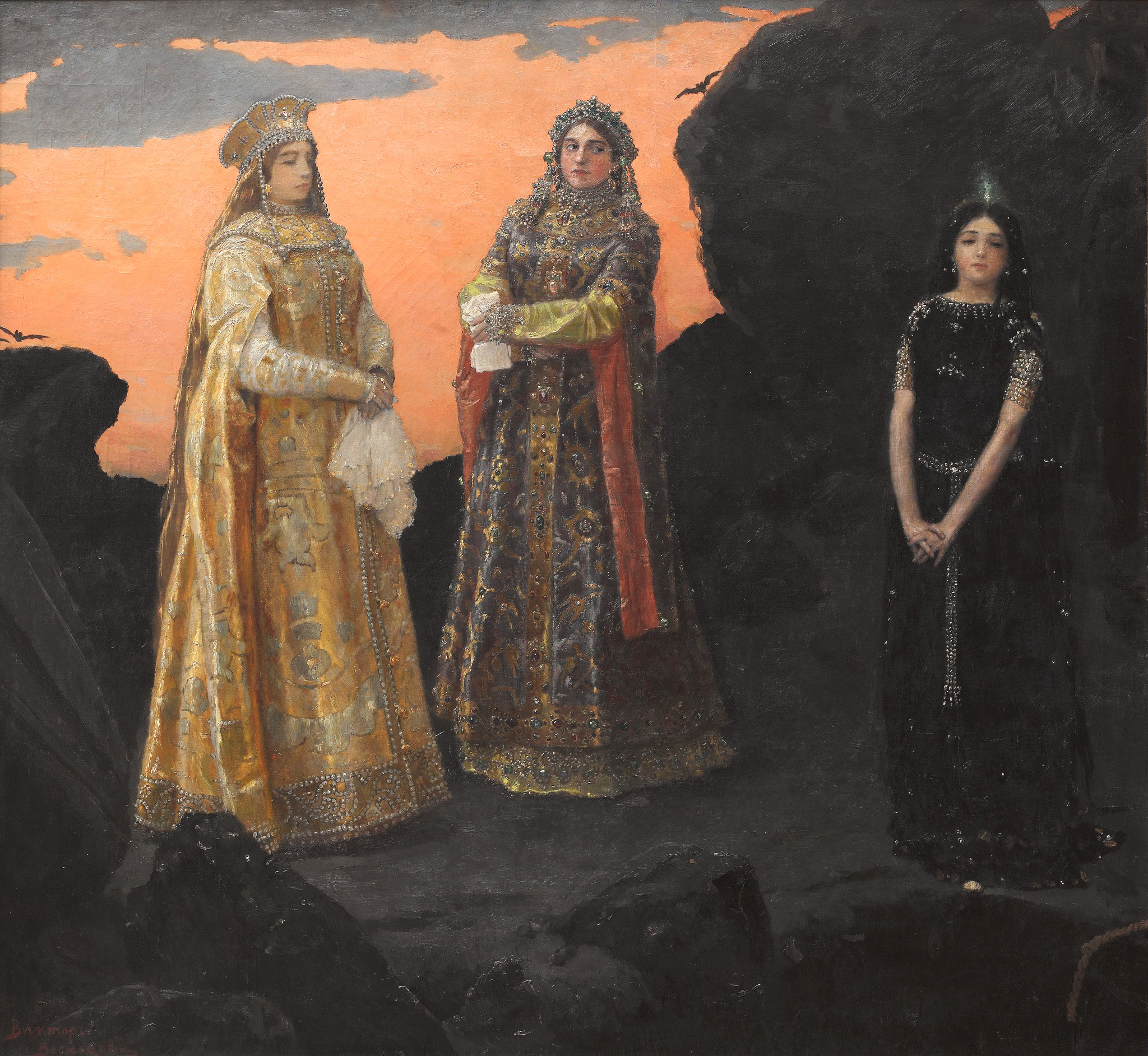
۱۸۷۹
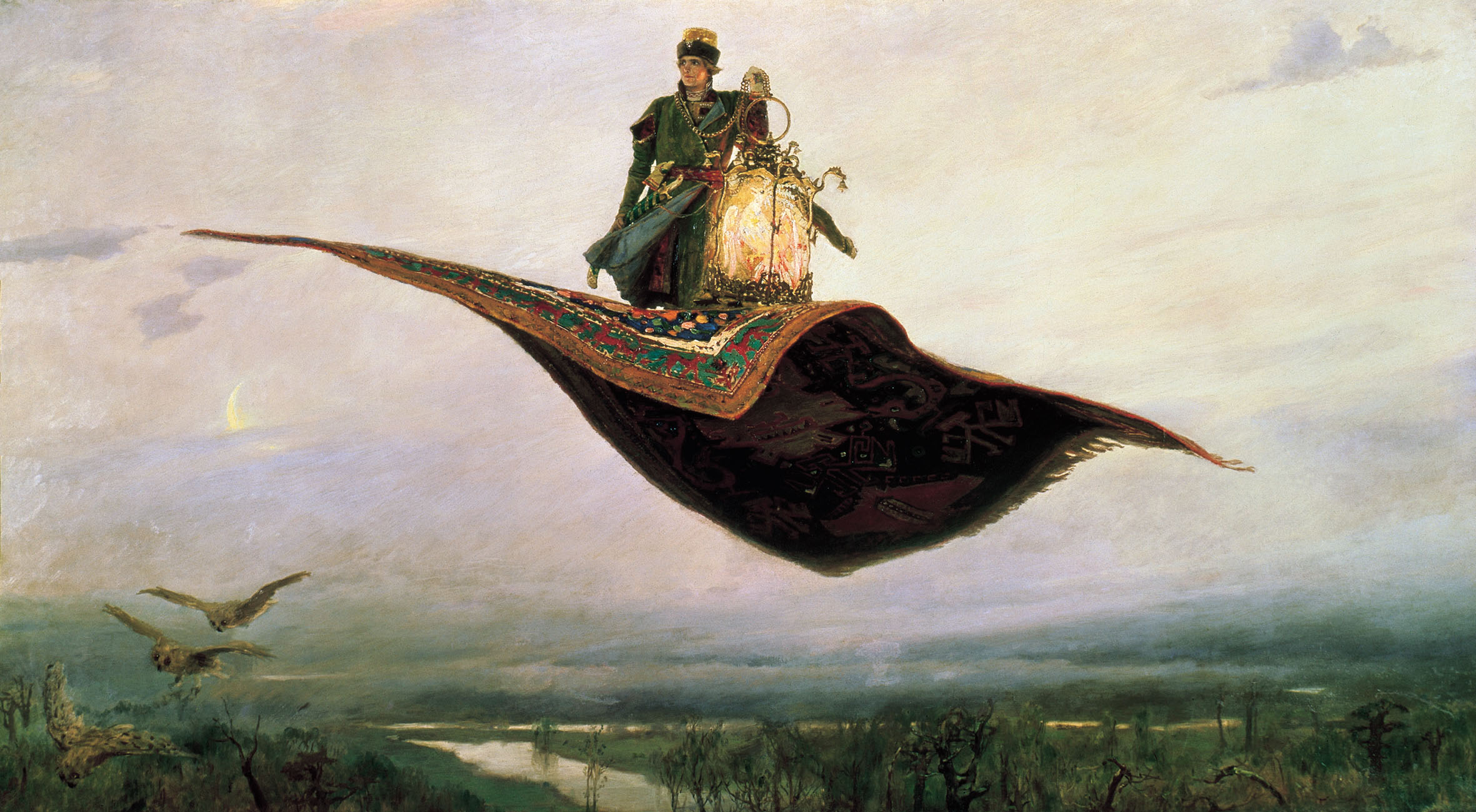
۱۸۸۰
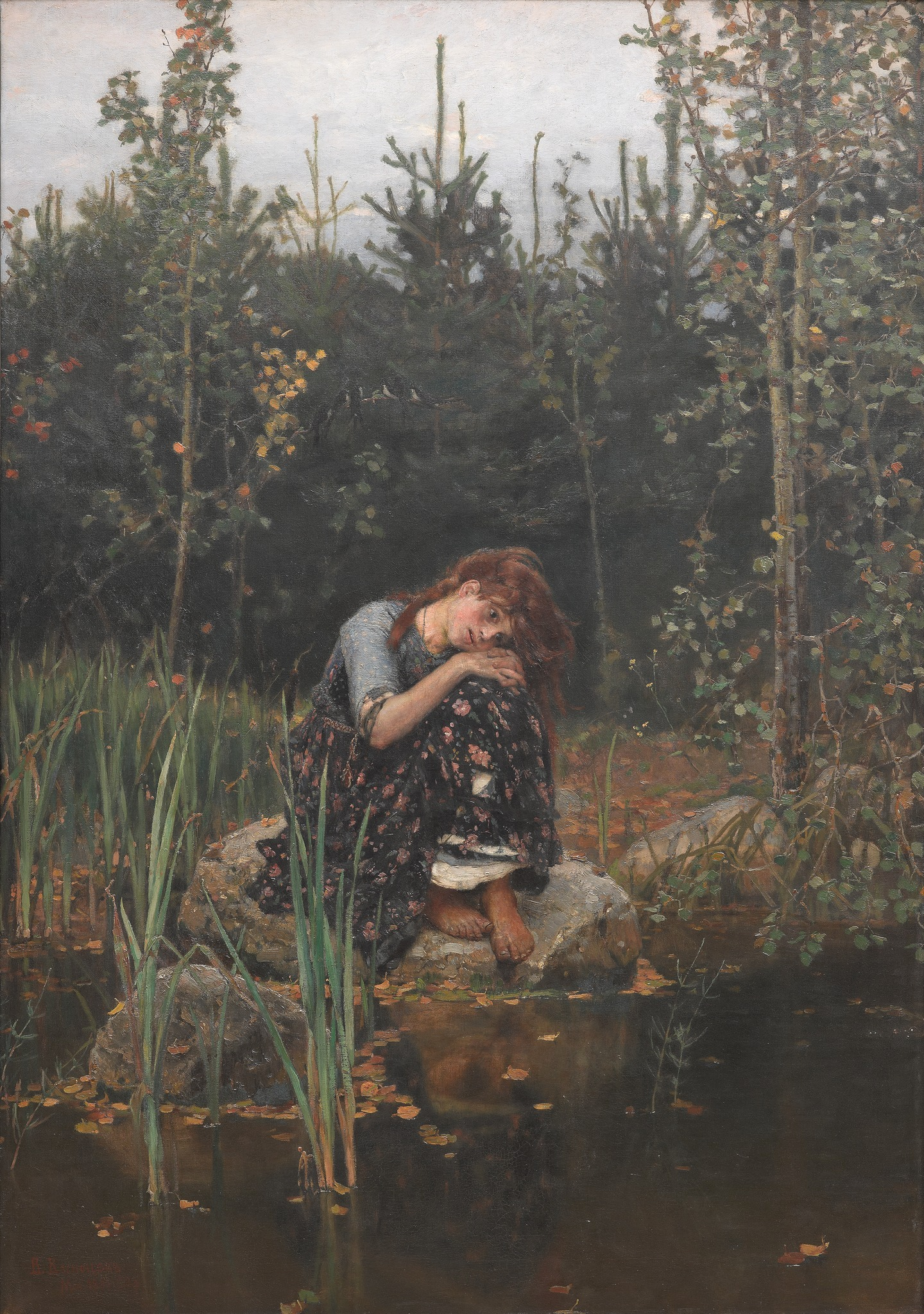
آلیونوشکا ۱۸۸۱ م. نگارخانه ترتیاکوف
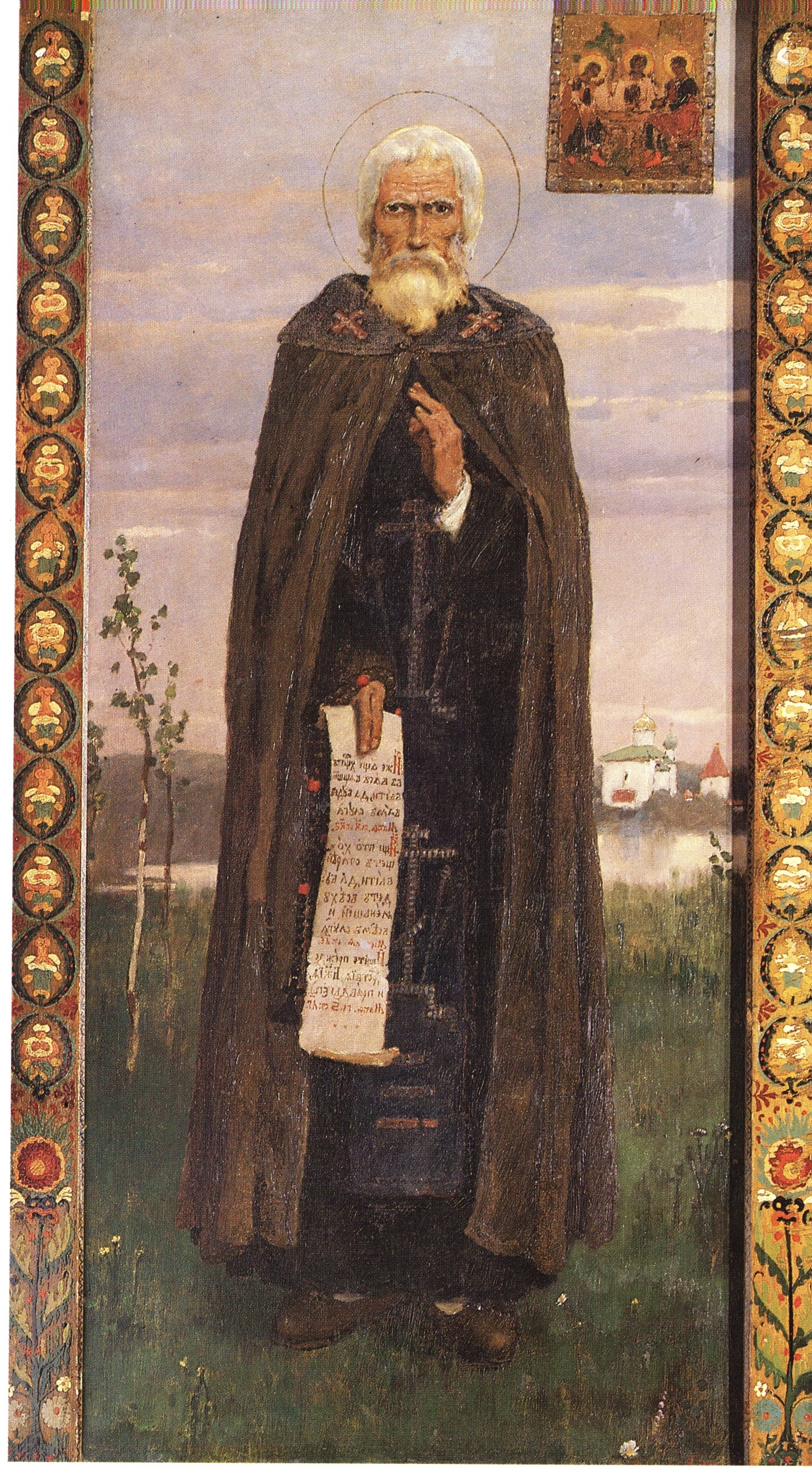
۱۸۸۲
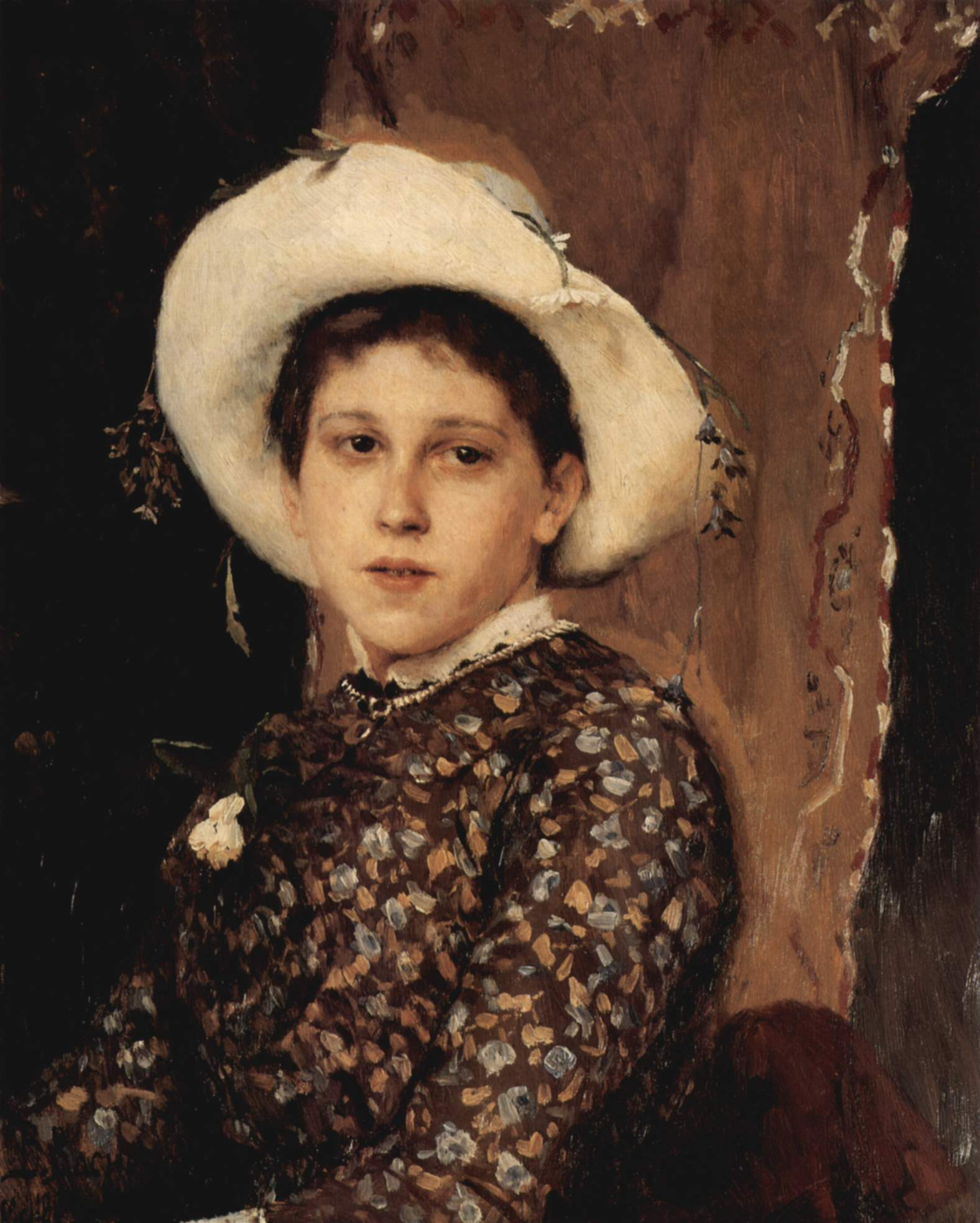
۱۸۸۴
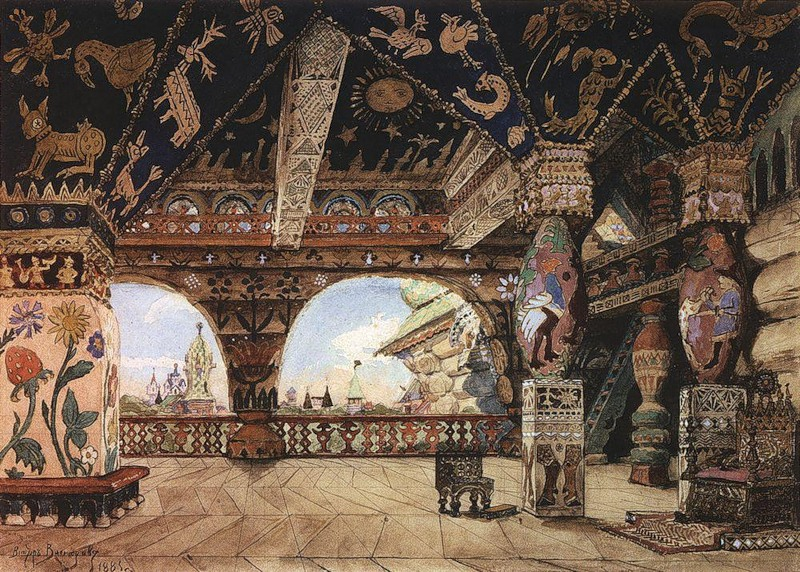
۱۸۸۵
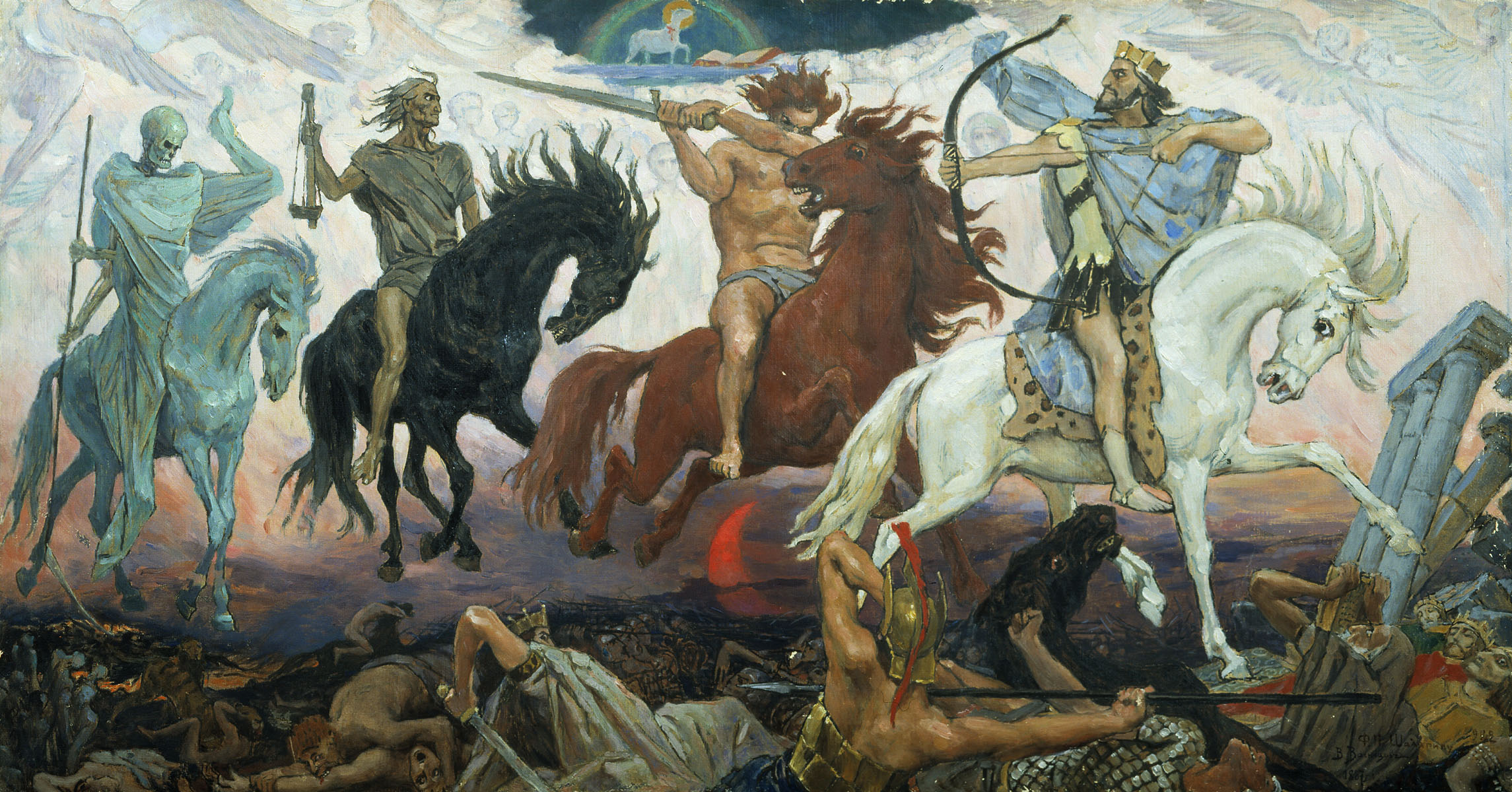
۱۸۸۷
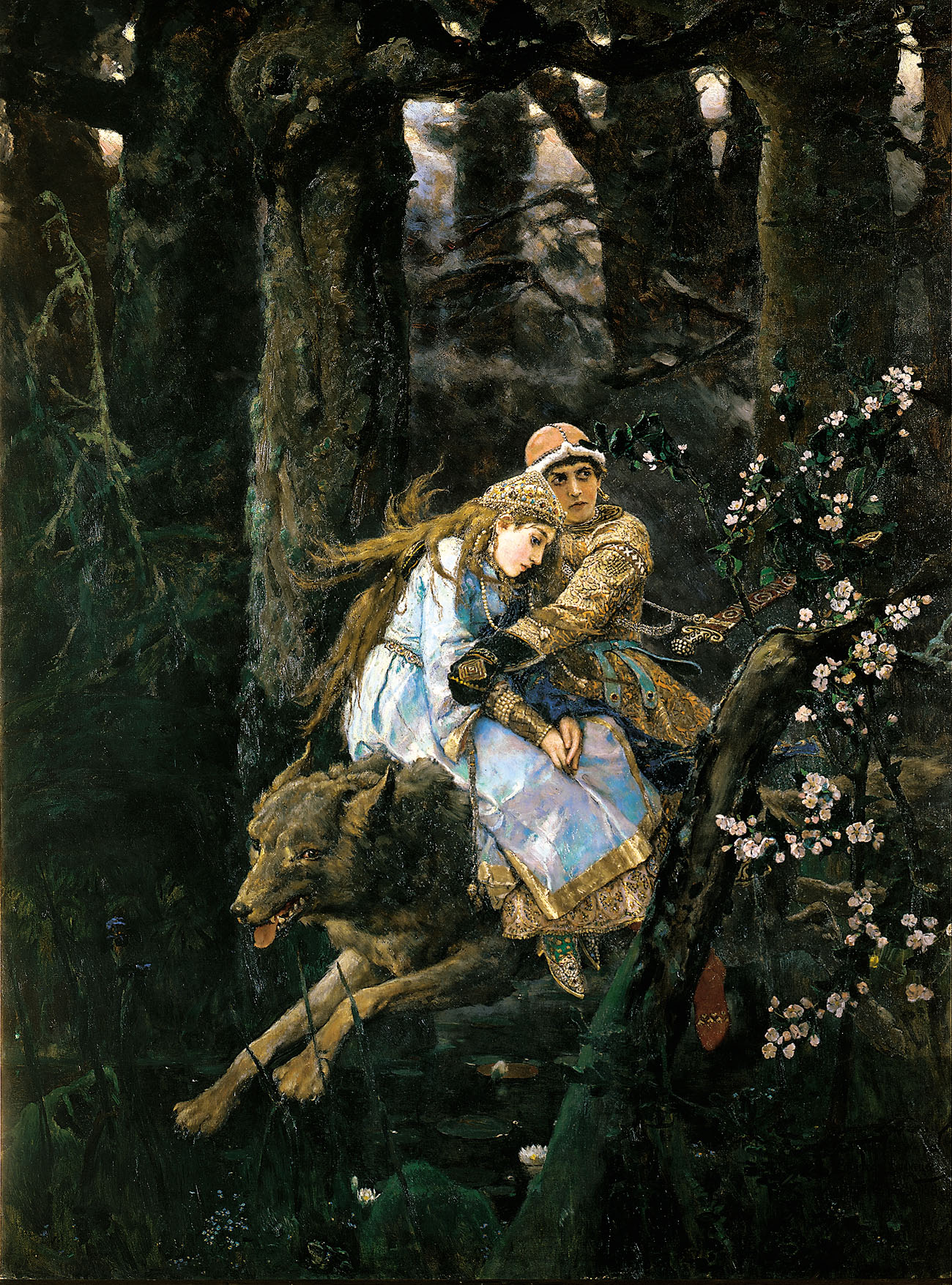
۱۸۸۹
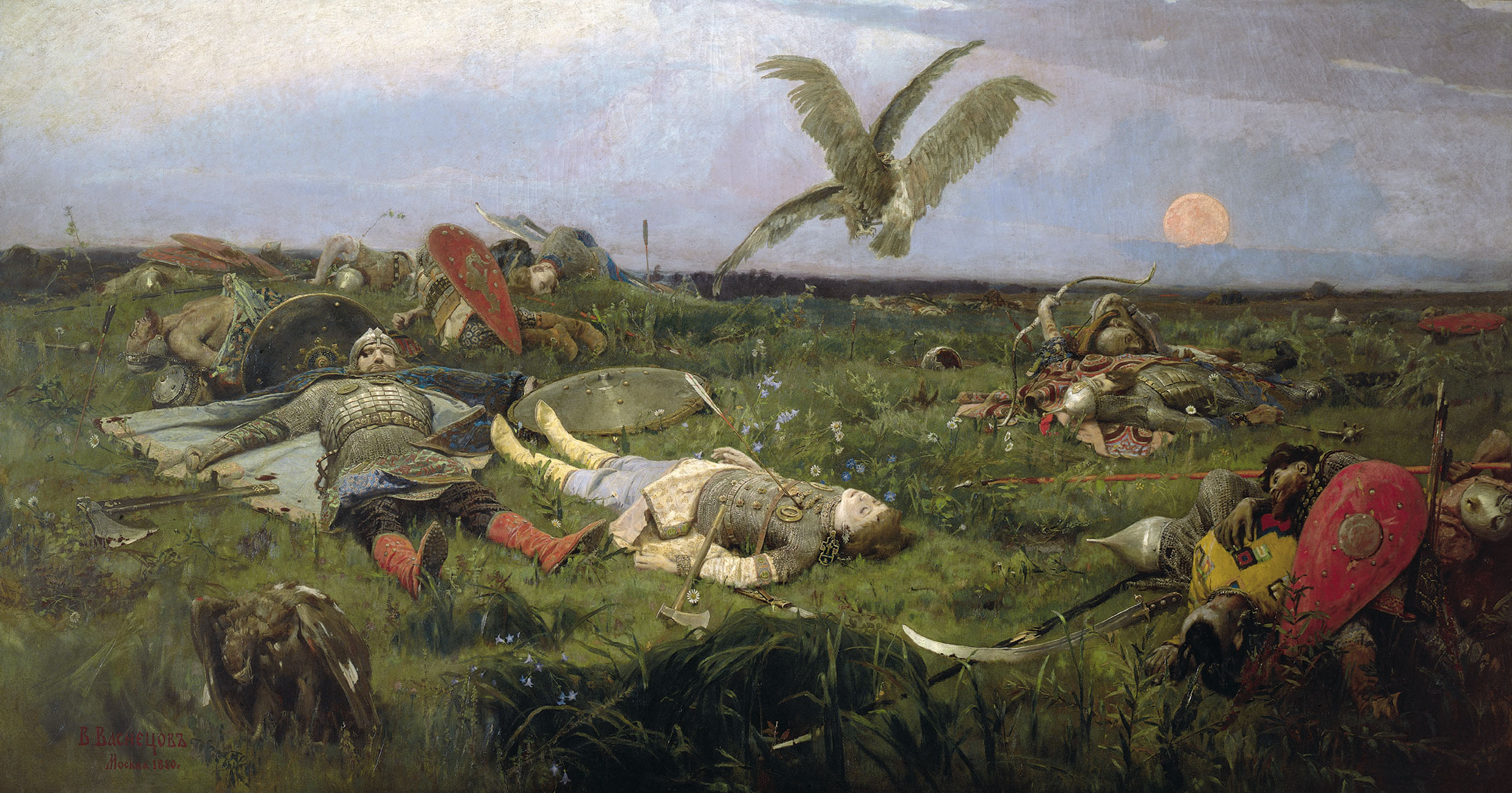
۱۸۸۹
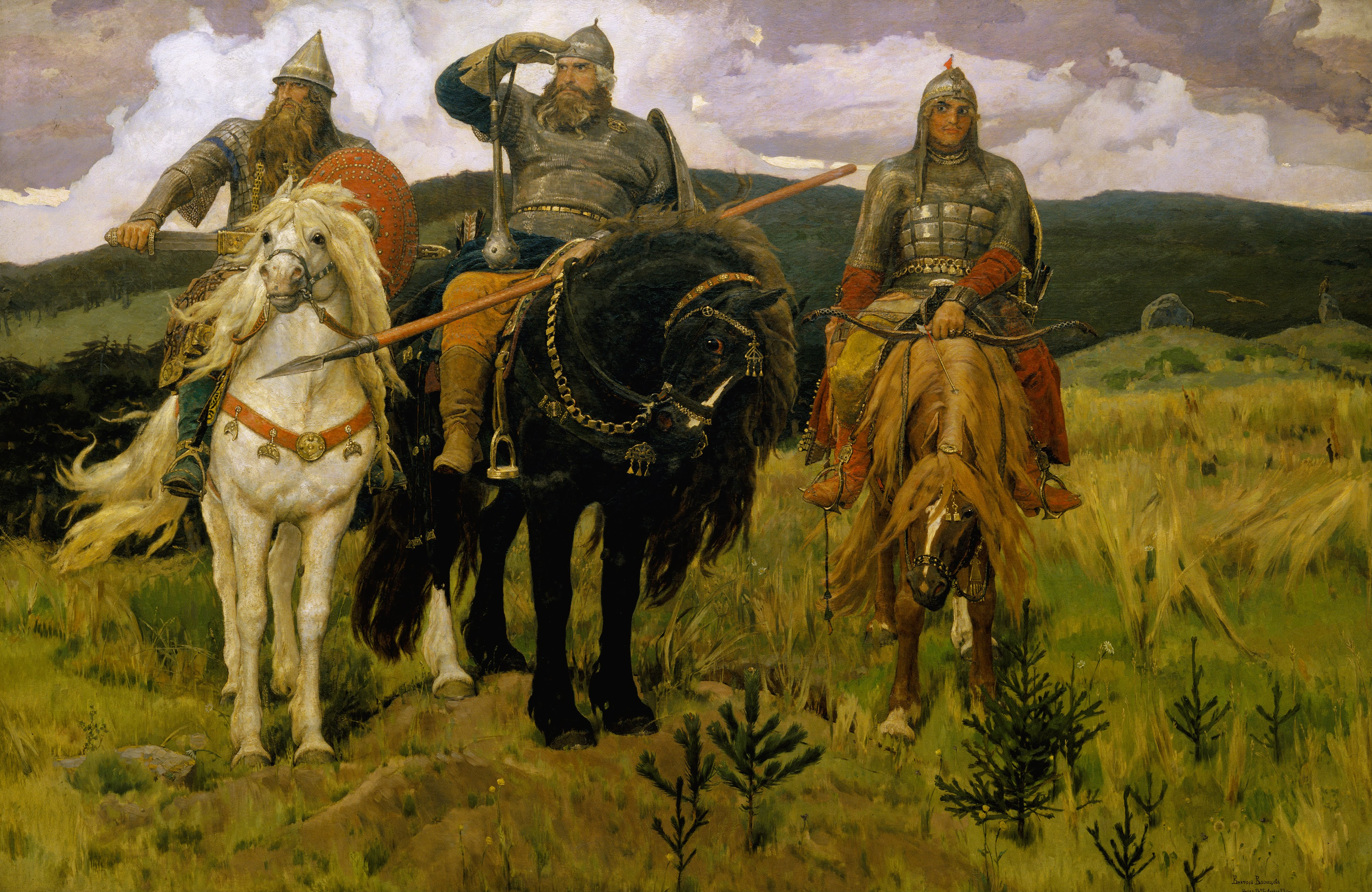
بوگاتیرز ۱۸۹۸ م. نگارخانه ترتیاکوف
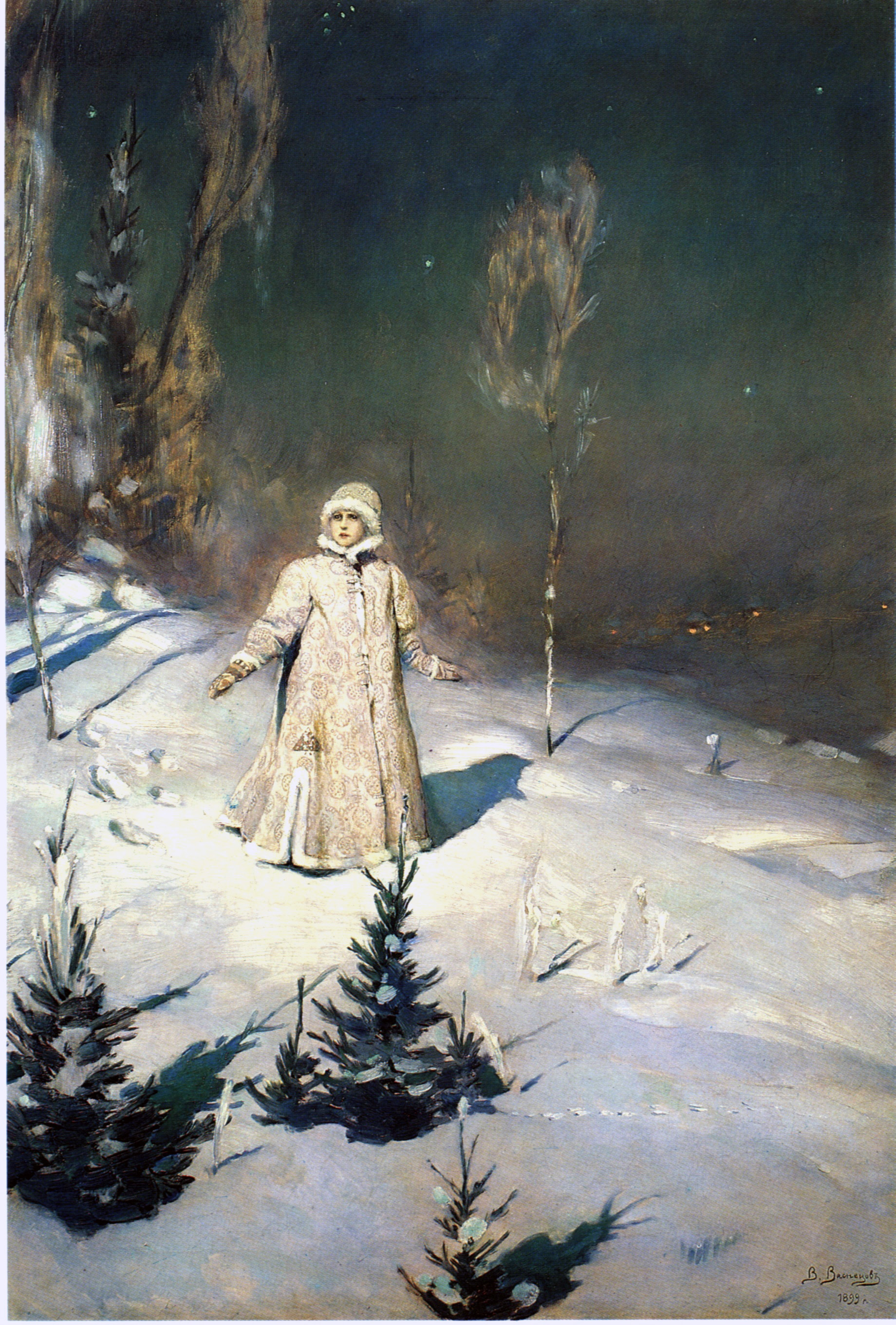
۱۸۹۹
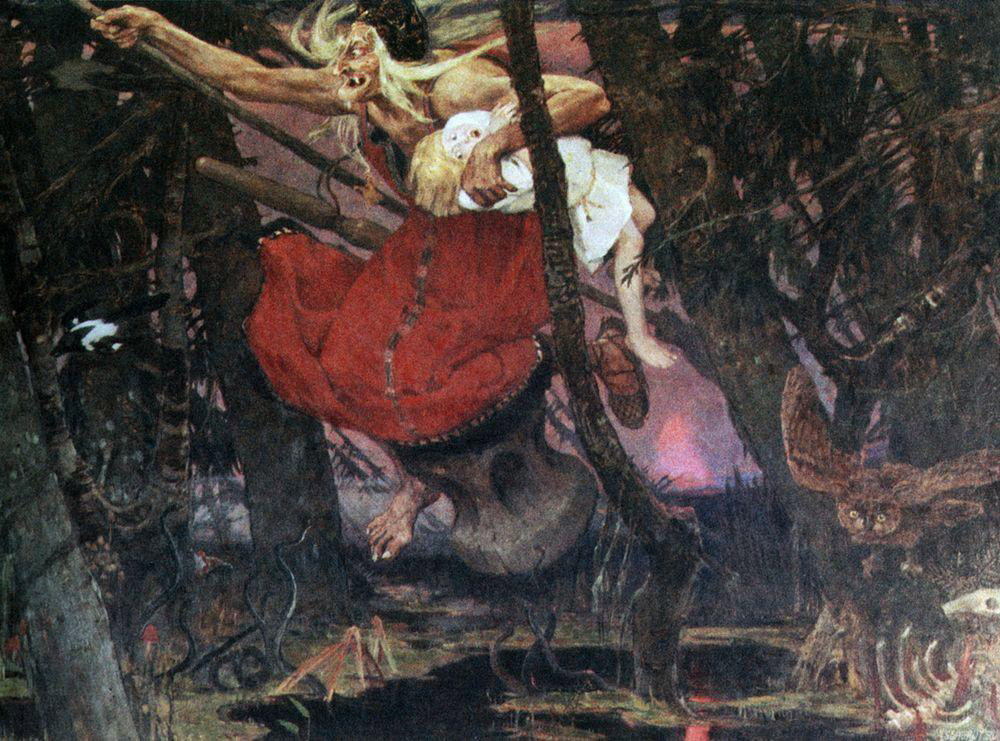
۱۹۱۷

### طراحی

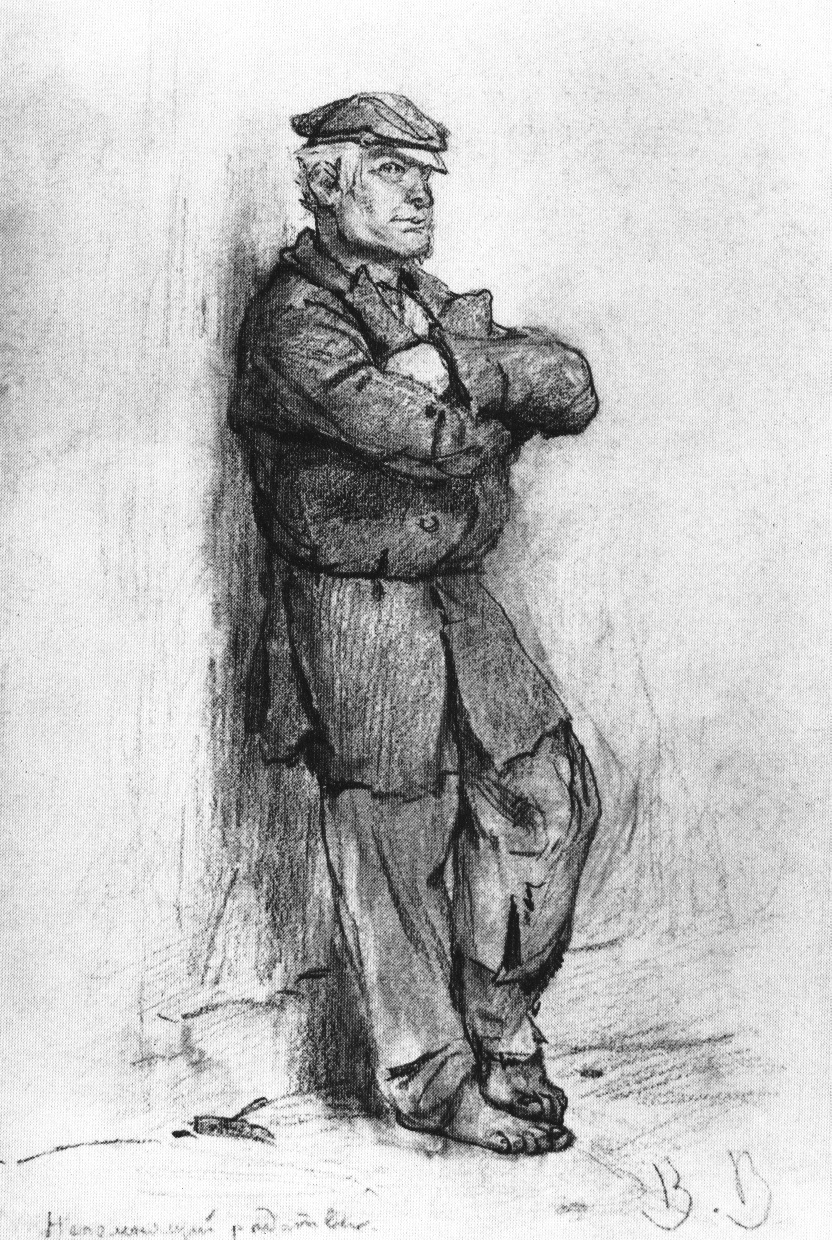
۱۸۷۱
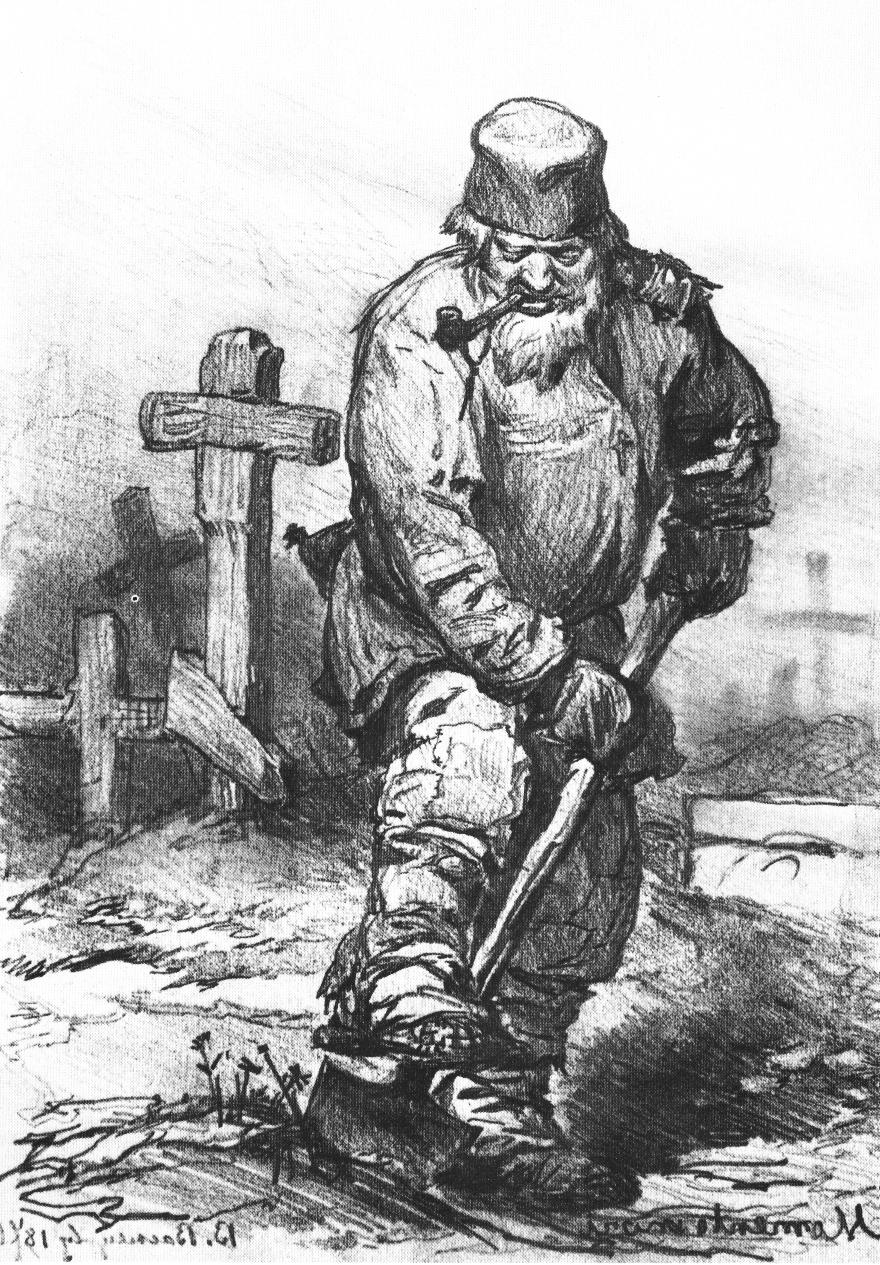
۱۸۷۱
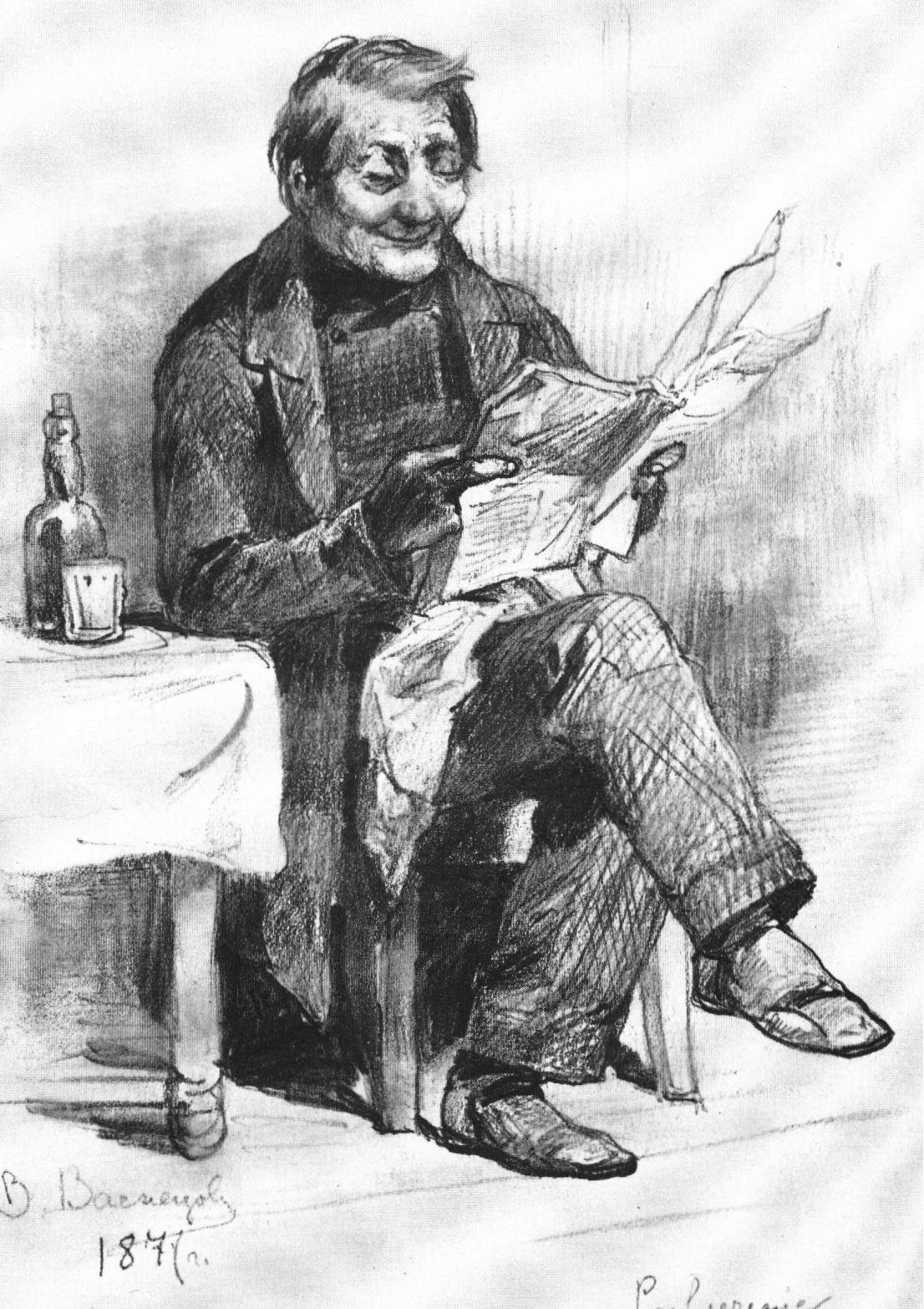

### نقاشی دیواری

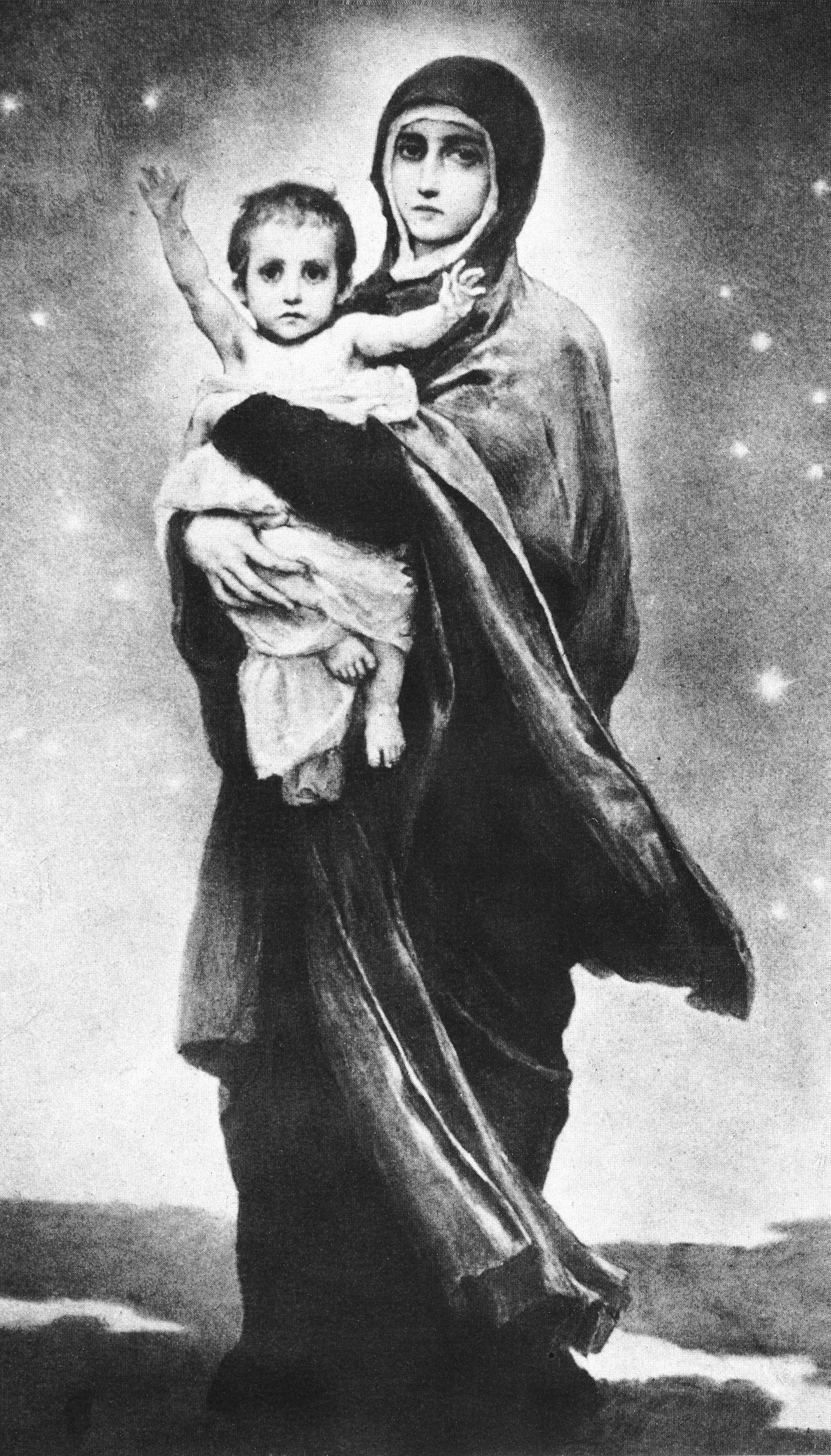
۱۸۸۷
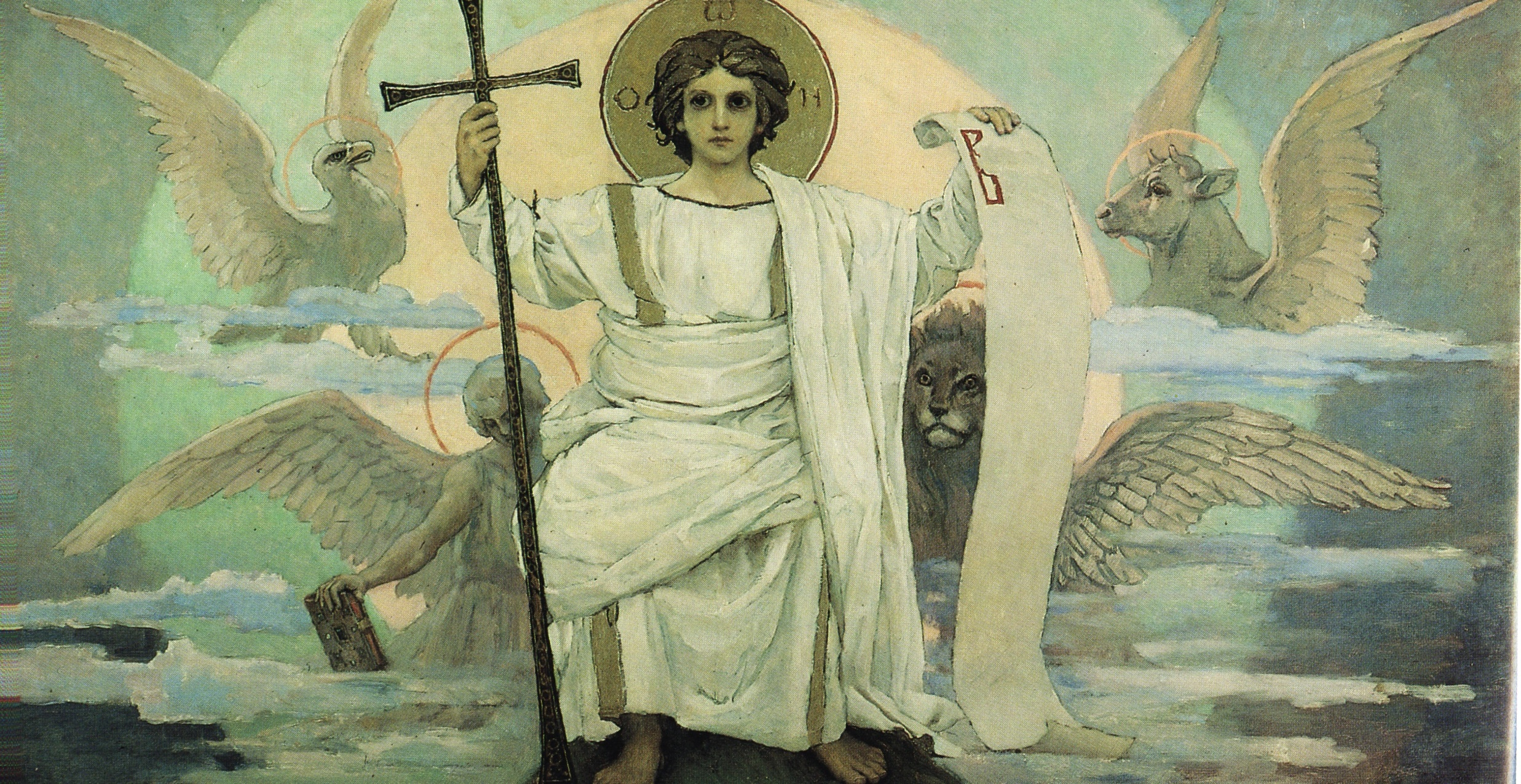
۱۸۸۵-۱۸۹۶
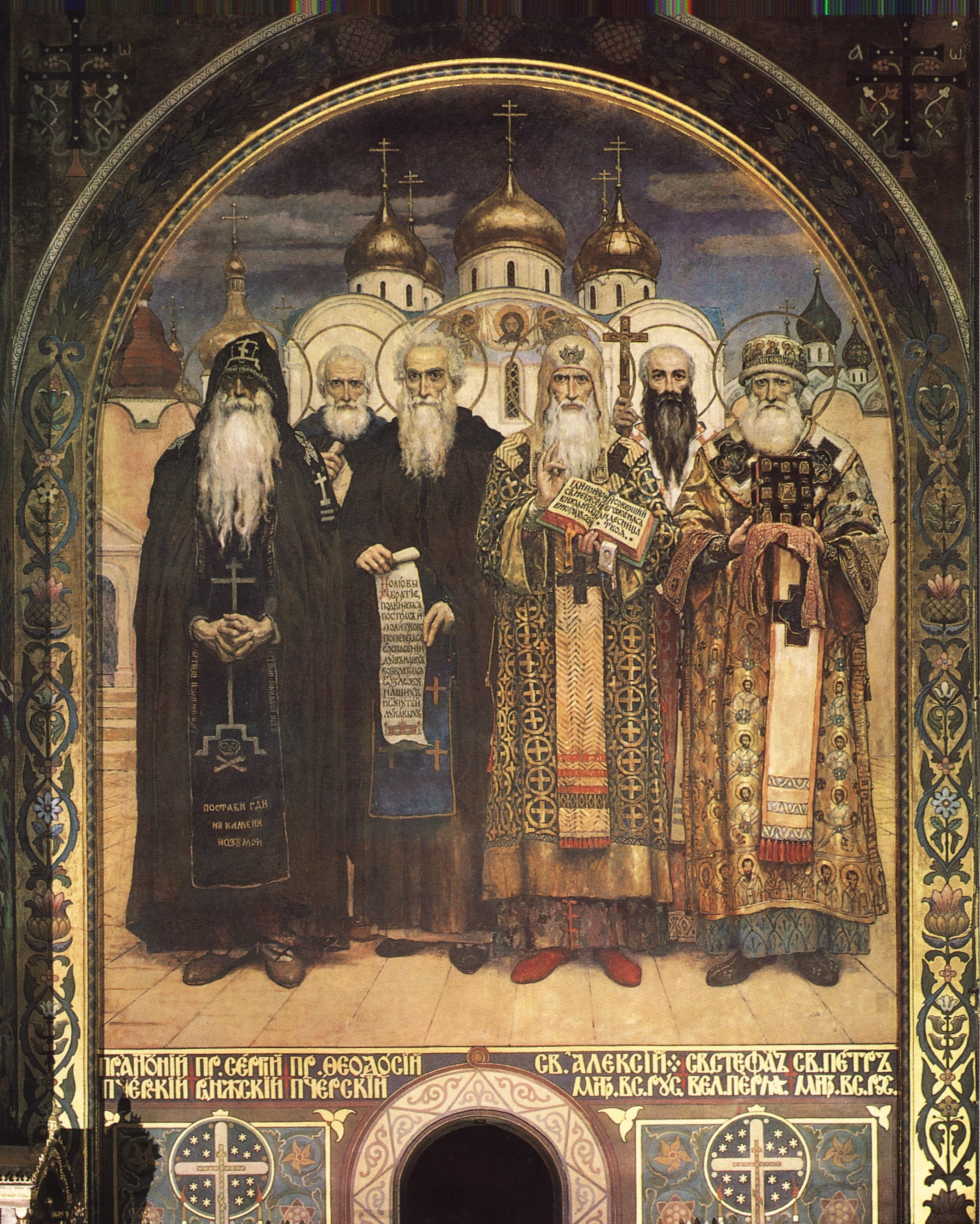
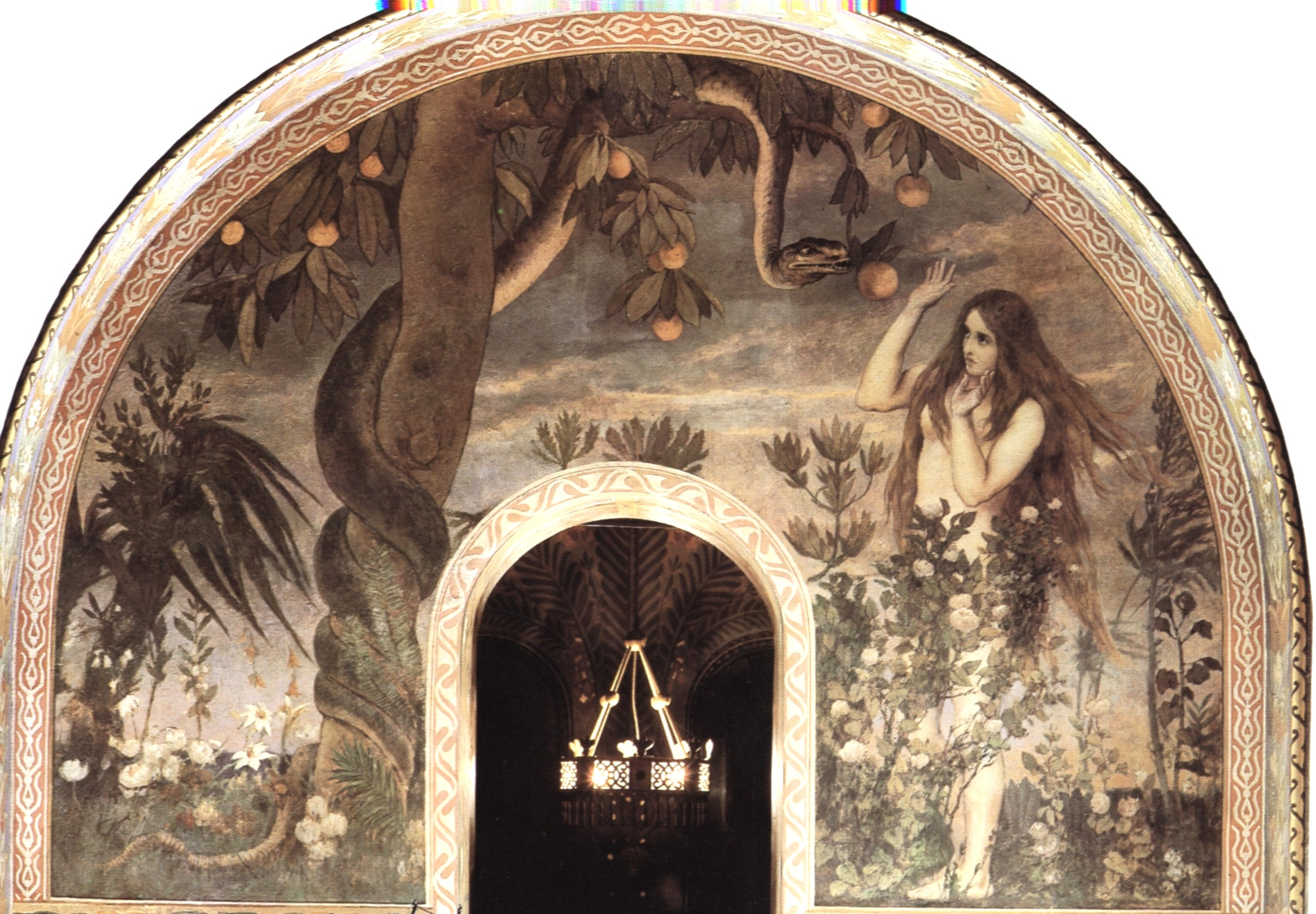
۱۸۸۵-۱۸۹۶
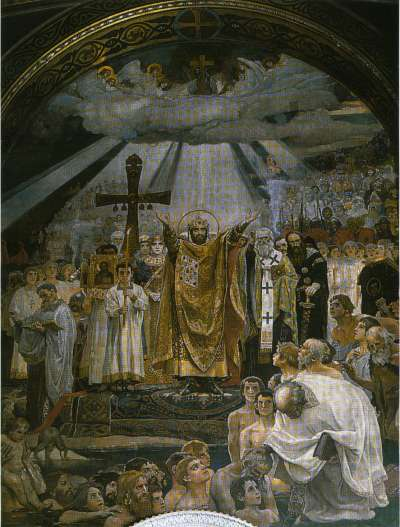
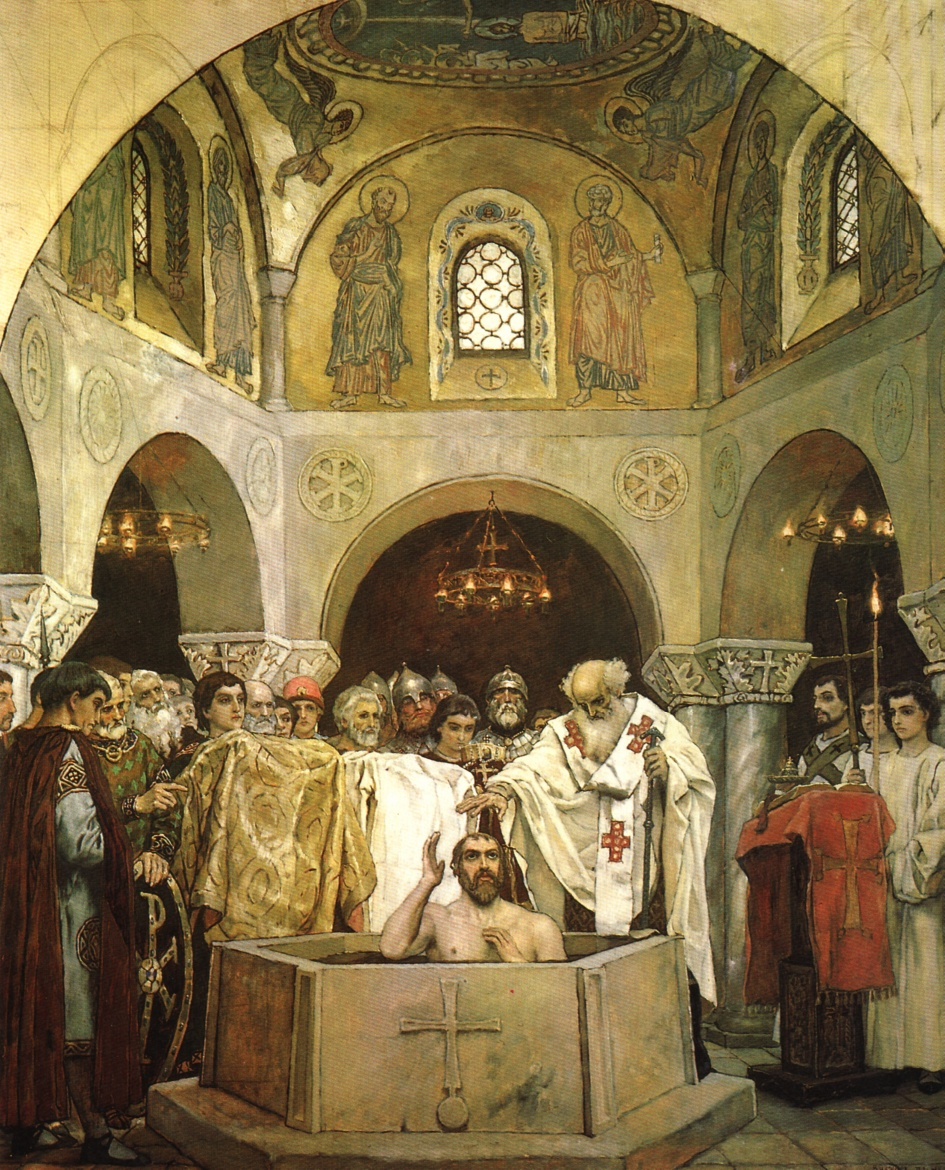
۱۸۹۰
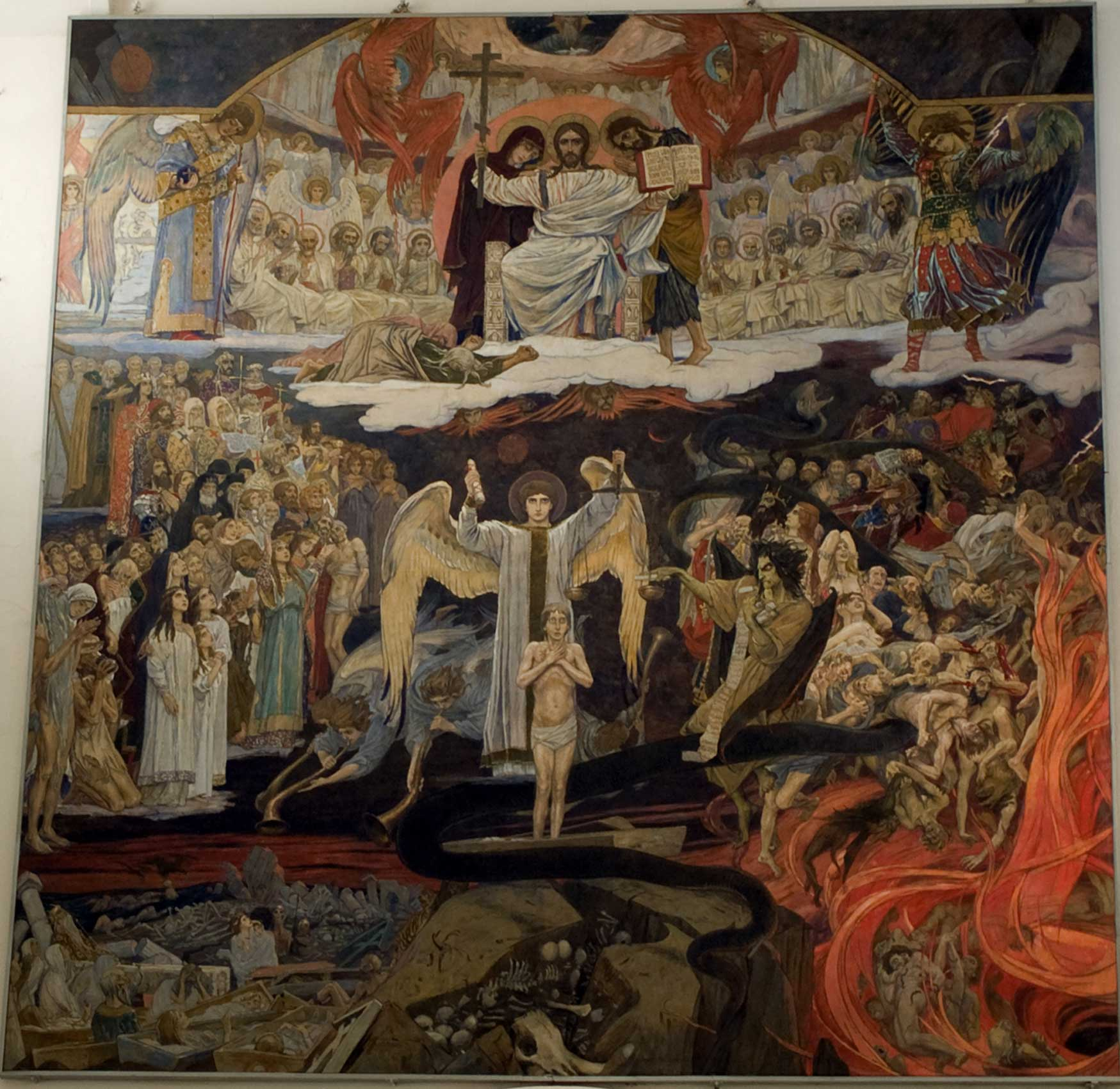
۱۹۰۴